# Wożuczynka
Die Wożuczynka ist ein linker Zufluss der Huczwa, die selbst ein linker Nebenfluss des Bug ist, im Powiat Tomaszowski in der Woiwodschaft Lublin in Polen.

## Geografie
Der rund 22 km lange Fluss entspringt beim Dorf Dzierążnia (Gmina Krynice) und fließt in östlicher Richtung bis zu seiner Mündung in die Huczwa bei Nadolce (Gmina Łaszczów). Er durchquert dabei das Gebiet der Gmina Rachanie. Das Einzugsgebiet wird mit 141 km² angegeben.